# Ernst, Bobbie en de geslepen Onix
Ernst, Bobbie en de geslepen Onix is een Nederlandse jeugdfilm uit 2007. De film is een op zichzelfstaand verhaal, een spin-off van de kinderserie Ernst, Bobbie en de rest. De film kreeg binnen twee weken een gouden film (100.000 bezoekers) uitgereikt, mede doordat de film ook in Vlaanderen werd uitgebracht.

## Verhaal
De steenrijke zakenmagnaat Wolter Onix is van plan om een bos te kappen en daar een asfaltfabriek neer te zetten. Als de asfaltfabriek er staat, wil hij heel Nederland en België onder het asfalt zetten. Ernst en Bobbie zijn het hier natuurlijk niet mee eens, en proberen Onix te dwarsbomen door het bos te redden.
Dit wordt bekendgemaakt door een uitzending van de RTL 6-uur Show, waarin de presentator Ernst en Bobbie allerlei vragen gaat stellen hoe ze het bos gaan redden. Als ze even pauze nemen voor reclame krijgen Ernst en Bobbie drie opdrachten van Onix: De eerste is om naar het eiland Pira Pora te gaan om daar een gouden microfoon van een steenrijke artiest op te halen. De tweede opdracht is om de wereldberoemde popster Mc Bigtime mee te nemen naar Nederland om een concert te geven. De derde is dat er 40.000 mensen moeten komen kijken naar dit concert in De Kuip in Rotterdam. Zodra de show weer van start gaat de presentator nog een keer vragen of Ernst en Bobbie het bos te gaan redden, maar proberen Ernst en Bobbie duidelijk te maken dat ze drie opdrachten van Onix hebben gekregen. De presentator laat ze niet uitpraten doordat ze "Maar" zeiden. Het publiek wordt boos en denkt dat ze het bos niet willen redden en worden door iedereen uitgejouwd. Ernst en Bobbie gaan naar het grote gebouw van Onix om een paar vragen over de opdrachten te stellen maar Onix is nergens te bekennen. Ze zien ook hoe de fabriek eruit komt te zien. Al gauw horen ze mensen in hun handen klappen. Onix houdt een toespraak tot alle mensen die voor hem gaan werken. Suzy, de presentator van TV9 gaat naar Onix om hem vragen te stellen. Ernst en Bobbie gaan later naar de steenrijke artiest op Pira Pora.
Ze gaan met het vliegtuig, maar al gauw ontdekt het duo dat het vliegtuig van Wolter Onix is. Ze gaan met een parachute naar beneden. Een boef gestuurd door Onix staat hen op te wachten. Ernst en Bobbie gaan gauw naar de artiest toe. Bobbie mag even rondkijken en Ernst gaat bij de man naar binnen. De man herkent hem van televisie en vraagt waarom hij het bos niet wil redden. Ernst vertelt hem wat er zojuist gebeurd is. De man is de enige die hem gelooft. Ondertussen ziet Bobbie een zwembad. Bobbie ziet de boef maar weet niets van zijn plannen. Hij vraagt aan hem of hij een zwembroek heeft. De boef antwoordt dat hij zou kijken en probeert zijn plan uit te voeren. Bobbie denkt dat hij verstoppertje wil spelen en besluit hem te gaan zoeken. Later pakt de boef hem. Ondertussen gaat in het huis van de rijke man een alarm af nadat de gouden microfoon gestolen wordt. Al gauw komen Ernst en de artiest bij Bobbie. Bobbie zegt dat hij hem gevonden heeft met verstoppertje. Hij laat hem per ongeluk weer los en pakt de gouden microfoon. Ernst zegt dat die man een boef is en het duo zet de achtervolging in. Ze komen bij waterscooters en achtervolgen de boef. De rijke man staat toe te kijken en ziet dat Ernst en Bobbie hem gepakt hebben. Hun eerste opdracht is voltooid. Het kwam op RTL nieuws en Onix ziet dit. Hij wordt kwaad als hij ziet wat er gebeurd is. Ernst en Bobbie proberen opdracht twee nu te behalen.
Het duo ontdekt dat de popster Mc Bigtime overnacht in een hotel in Brussel, de hoofdstad van België. Ze mogen het hotel niet in en doen alsof ze glazenwassers zijn. Ze komen gauw bij de kamer van Mc Bigtime. Ernst en Bobbie proberen alles te vertellen maar de popster hoort hen niet. Het kamermeisje neemt hem gevangen en Ernst en Bobbie bevrijden hem. Mc Bigtime is hun erg dankbaar en wil wel voor Ernst en Bobbie optreden. Maar als ze in De Kuip in Rotterdam aankomen blijkt er niemand te zijn. Ernst en Bobbie worden teleurgesteld en besluiten het op te geven. Ernst denkt dat ze Suzy nooit meer terug zullen zien. Maar als ze in een binnenstad zijn zien ze opeens Suzy op de televisie. Ze zien ook dat Mc Bigtime en een heel grote groep mensen naar De Kuip gaan. Ernst en Bobbie besluiten dit ook te doen. Een man in een limousine wil hen wel naar de Kuip brengen. De man blijkt Onix te zijn en hij bindt hen vast in de achtbaan van het pretpark Slagharen waar het duo in dreigt te rijden op een groot betonblok. Suzy ziet dit en kan de achtbaan nog net op tijd stoppen. Ze mogen mee op de motor en gaan alsnog naar De Kuip.
Onix verschijnt op een groot televisiescherm boven de Kuip en vertelt zijn plan. Ernst en Bobbie komen nog net op tijd aan, Onix wordt gearresteerd en het bos is gered.

## Rolverdeling
| Personage                 | Acteur/actrice        |
| ------------------------- | --------------------- |
| Ernst                     | Erik van Trommel      |
| Bobbie                    | Gert-Jan van den Ende |
| Onix                      | Hidde Maas            |
| Suzy                      | Nadja Hüpscher        |
| Miljonair                 | Ad van Kempen         |
| Bejaarde vrouw (echtpaar) | Ella Snoep            |
| Bejaarde Man (echtpaar)   | Cees van Oyen         |
| presentator RTL 6-uurshow | Olaf Malmberg         |
| zichzelf                  | Carlo Boszhard        |
| zichzelf                  | Irene Moors           |
| zichzelf                  | Loretta Schrijver     |
| Mc BigTime                | Guilly Koster         |
| Biker                     | Mike Meijer           |
| Zuster                    | Dewi Reijs            |
| Saar                      | Terence Schreurs      |
| Berend                    | Jan Pontier           |